# Seshat (progetto)

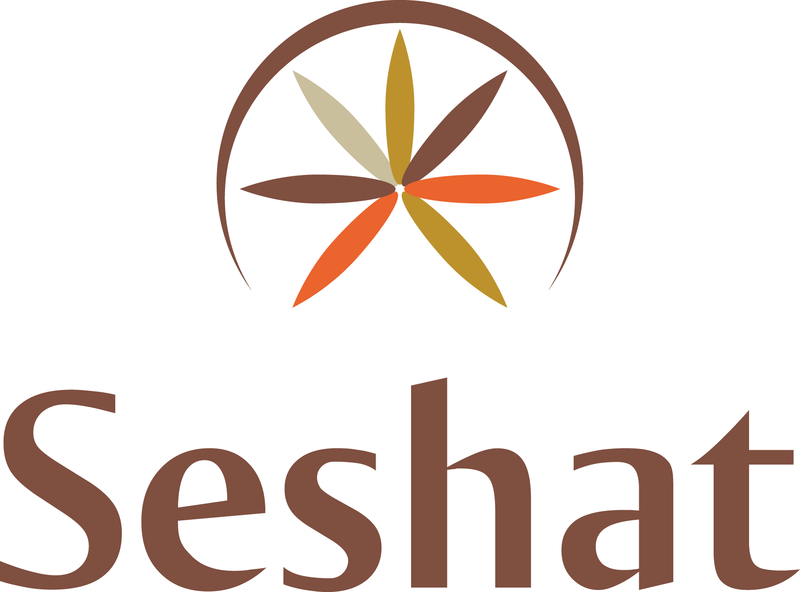
Seshat: Global History Databank

Il Seshat: Global History Databank (Banca dati globale di storia) è un progetto di ricerca scientifica internazionale dell'istituto no profit Evolution Institute.

## Descrizione e storia
Fondato nel 2011, il Seshat: Global History Databank raccoglie dati in un unico grande database che può essere utilizzato per testare ipotesi scientifiche. Il nome deriva dalla divinità egizia Seshat, dea della scrittura. La banca dati si confronta direttamente con studiosi esperti per codificare in modo standard come erano le società storiche e i loro ambienti, sotto forma di punti dati accessibili, e forma quindi un deposito digitale per i dati sull'organizzazione politica e sociale di tutti i gruppi umani, dall'inizio dei tempi moderni fino a quelli antichi e neolitici. Gli organizzatori di questo progetto di ricerca sostengono che la massa di dati può essere utilizzata per testare una varietà di ipotesi in competizione sull'ascesa e la caduta di società su larga scala in tutto il mondo, in modo da aiutare la scienza a fornire risposte ai problemi globali.
Il Seshat: Global History Databank si propone come approccio scientifico alla ricerca storica, e il suo ampio campione di dati, compilato con l'intenzione di essere teoricamente neutro, è spesso di interesse per i ricercatori di cliodinamica, il cui obiettivo principale è utilizzare il metodo scientifico per produrre i dati necessari a testare empiricamente teorie concorrenti. Un folto gruppo interdisciplinare e internazionale di esperti aiuta il progetto Seshat a produrre un database che sia storicamente abbastanza rigoroso da studiare il passato usando tecniche scientifiche consolidate. I dati di Seshat possono essere usati con la teoria dell'evoluzione socioculturale per identificare le dinamiche a lungo termine che potrebbero aver avuto effetti significativi sul corso della storia umana.